# Arthur Rostron

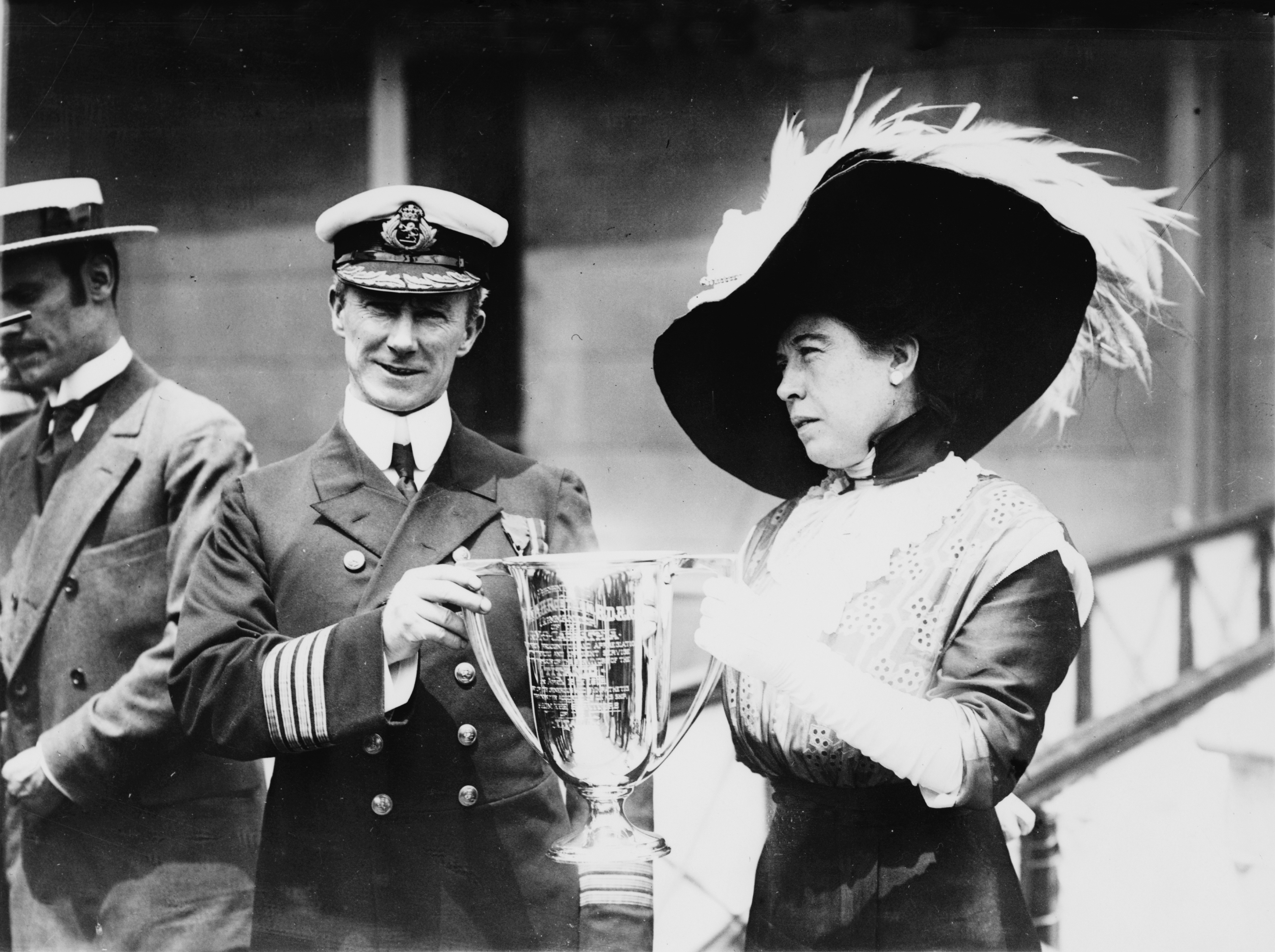
Le capitaine Rostron reçoit une coupe des mains de Margaret Brown.

Arthur Henry Rostron, né le 14 mai 1869 à Bolton et mort le 4 novembre 1940 à Cippenham (Angleterre, Royaume-Uni), est un marin britannique, capitaine de navire de la Cunard Line. 
Il est aujourd'hui célèbre pour avoir été le capitaine du Carpathia, navire venu au secours des survivants du Titanic dans la nuit du 14 au 15 avril 1912.

## Biographie

### Jeunesse et formation
Arthur Rostron est né le 14 mai 1869 près de Bolton dans le Lancashire, fils de James et Nancy Rostron. À l'âge de treize ans, il s'engage sur le navire d'entraînement HMS Conway, puis passe plusieurs années comme apprenti sur divers navires, voyageant dans de nombreux endroits du monde. Durant cette période, il frôle la mort lorsque le navire sur lequel il se trouve au large de la Nouvelle-Zélande est frappé par une tempête. Il s'engage ensuite sur un navire de commerce au large de la côte ouest de l'Amérique du Sud. Il passe son certificat de capitaine à bord du Concord en décembre 1894.

### Entrée au service de la Cunard
Le mois suivant, Rostron rejoint la Cunard Line, une des compagnies maritimes britanniques les plus importantes de l'époque. Il sert la compagnie pendant trente-six ans, et gagne le surnom de The Electric Spark (« l'étincelle électrique ») pour son enthousiasme et son efficacité. Il débute comme quatrième officier sur l’Umbria. Il sert par la suite sur nombre de paquebots de la compagnie, dont l’Ivernia et le Saxonia, sister-ship du Carpathia. En 1907, il est affecté au poste de premier officier à bord du Lusitania, mais est muté à la dernière minute sur le Brescia, en tant que commandant. Il sert ensuite en Méditerranée pendant plusieurs années et obtient son premier commandement d'un navire à passagers en 1911.
Étant capitaine de réserve de la Royal Navy, il participe à la guerre russo-japonaise puis reprend son service pour la Cunard début 1912, au commandement du Carpathia, entre New York et Fiume.

### Sauvetage duTitanic
C'est sur cette route qu'il reçoit l'appel de détresse du Titanic. Rostron ordonne alors que les machines soient mises à pleine vitesse pour atteindre au plus vite le navire naufragé, alors situé à 58 milles nautiques (107 km) du Carpathia. Ce n'est qu'après le naufrage que le navire arrive pour porter secours aux 705 rescapés du Titanic et les faire monter à bord. Les passagers du Titanic regagnent ensuite New York à bord et arrivent le jeudi 18 avril 1912.

### Suites du naufrage

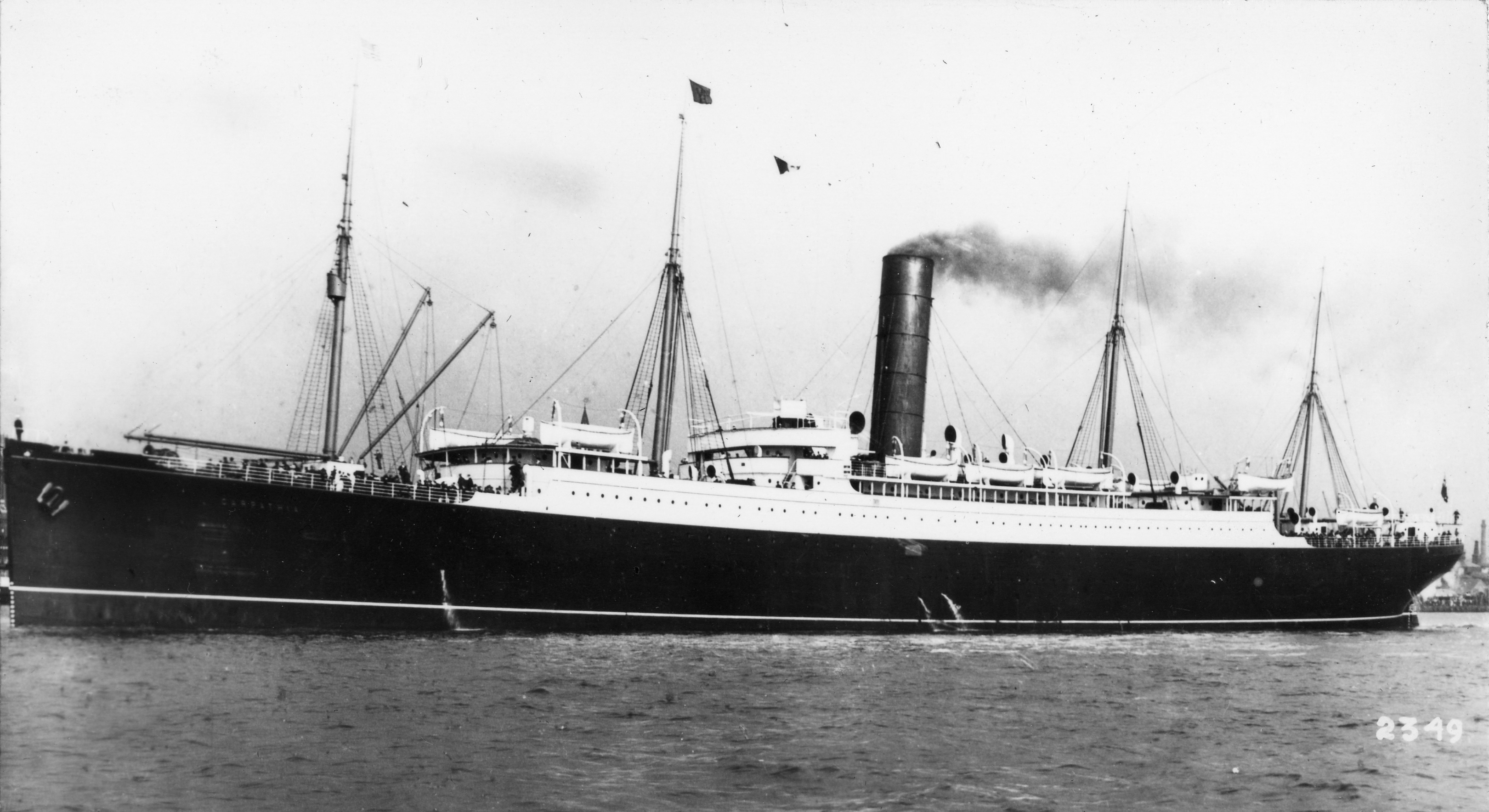
Le RMS Carpathia

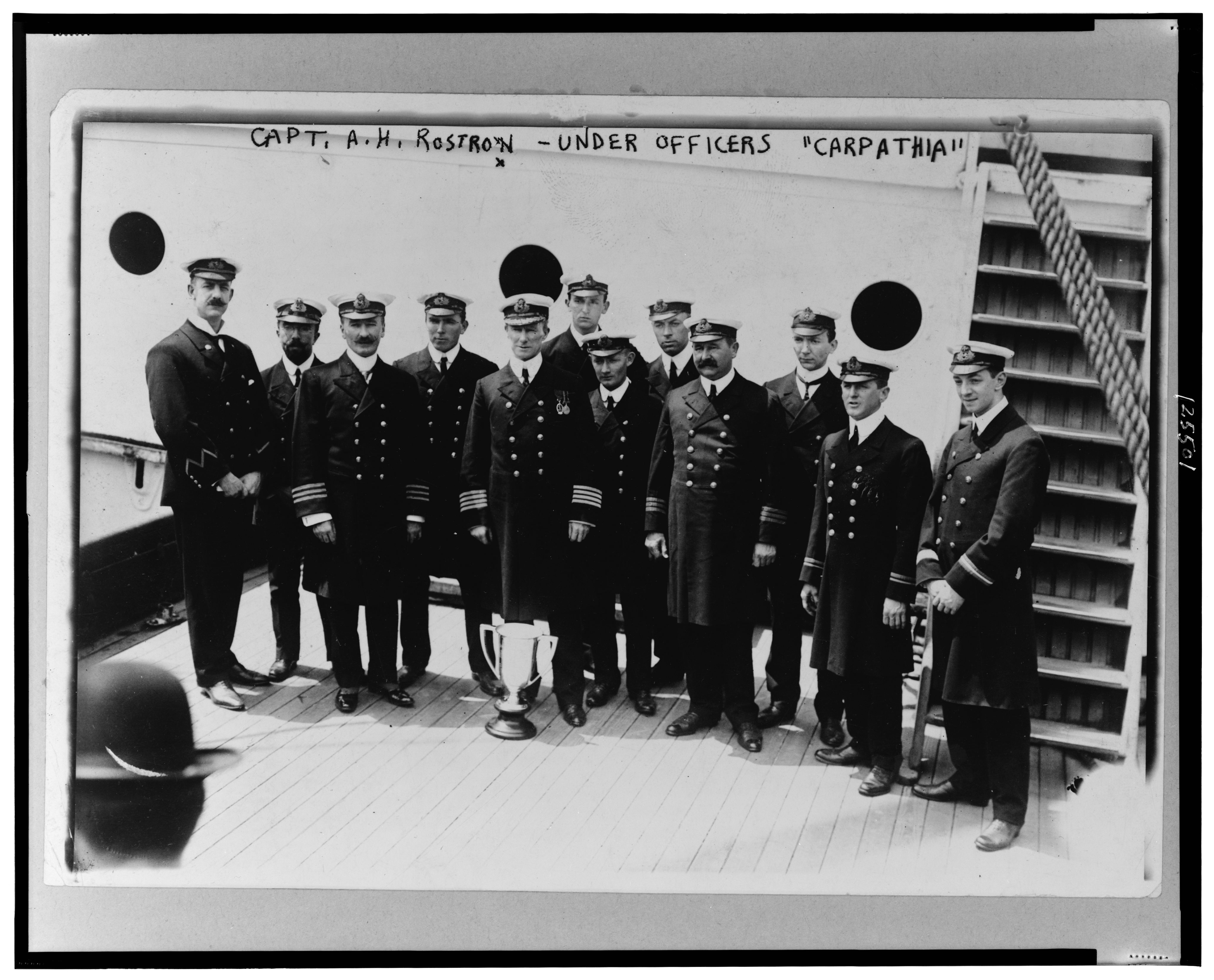
Rostron et son équipage posant devant la coupe remise par les rescapés du naufrage du Titanic.

À la suite de cet acte héroïque, le commandant Rostron est honoré durant toute sa vie. Il reçoit une médaille et une coupe de la part des passagers du Titanic, ainsi que la médaille d'or du Congrès des États-Unis (plus haute distinction du pays), et est reçu par le président William Howard Taft en personne.
Il est également fait commandeur de l'ordre de l'Empire britannique (CBE) (1919) et chevalier commandeur de l'ordre de l'Empire britannique (KBE) (1926).
Rostron comparaît également devant la commission d'enquête américaine sur le naufrage en tant que témoin, et son héroïsme y est unanimement salué.

### Fin de carrière
Le comportement héroïque de Rostron lui vaut également une récompense au sein même de la Cunard. Après avoir servi sur plusieurs navires de la compagnie, il est en effet nommé à la fin de la Première Guerre mondiale capitaine du Mauretania, vaisseau amiral de la compagnie et détenteur du Ruban bleu. Il reste au commandement de ce navire jusqu'en 1928, et ce dernier bat à plusieurs reprises son record de vitesse sous sa direction. Il devient ensuite commodore de la flotte de la Cunard à bord du Berengaria.
Sir Arthur Rostron prend sa retraite en 1931. Durant cette période, il resta actif au sein de plusieurs associations, dont la British Legion. Il écrit également un recueil de mémoires, Home From The Sea.
Il décède des suites d'une pneumonie le 4 novembre 1940 à l'âge de 71 ans. Sa femme, Ethel Minnie Rostron, décédée en 1943, est enterrée à ses côtés, dans le cimetière de West End.